# Frank Mankiewicz
Pour les articles homonymes, voir Mankiewicz.
Frank Fabian Mankiewicz II (né à New York le 16 mai 1924 et mort à Washington DC le 23 octobre 2014) est un journaliste américain.

## Biographie
Il a grandi à Beverly Hills, Californie. Son père, le scénariste Herman Mankiewicz, a coécrit Citizen Kane.
Mankiewicz a reçu un B.A. en sciences politiques de l'Université de Californie à Los Angeles en 1947, une maîtrise de l'École de l'Université Columbia de journalisme en 1948 et un baccalauréat en droit de l'Université de Californie à Berkeley en 1955. Il a été président de la National Public Radio, directeur régional pour le Corps de la paix en Amérique latine, directeur de campagne pour le candidat démocrate George McGovern en 1972, et secrétaire de presse du sénateur Robert F. Kennedy, DN.Y.
Son travail dans la vie politique lui a valu une place sur la liste principale des opposants politiques à Richard Nixon.
Une parodie animée de lui apparaît dans la série de télévision Comedy Central Freak Show en tant que gardien du parking d'un garage au Pentagone.
Mankiewicz et Lyn Nofziger ont été des acteurs majeurs dans l'arrêt de l'effort de conversion au système métrique en 1970 aux États-Unis, en grande partie pour convaincre le Président Ronald Reagan de fermer l'United States Metric Board.
Mankiewicz vivait à Washington DC avec son épouse Patricia O'Brien. Son fils Josh Mankiewicz est un correspondant de NBC Nouvelles. Son fils Ben Mankiewicz est un hôte au Turner Classic Movies Air America et ancien animateur de radio sur les Jeunes Turcs. Il a également servi à partir de septembre 2008 à septembre 2009 en tant que coanimateur (avec Ben Lyon) de At The Movies. Les deux, Josh et Ben Mankiewicz, vivent à Los Angeles.

## Caméo
Il joue son propre rôle dans le film Président d'un jour (1993).